# 16248 Фокс
16248 Фокс (16248 Fox) — астероїд головного поясу, відкритий 28 квітня 2000 року.
Тіссеранів параметр щодо Юпітера — 3,600.